# Spoorlijn Winterthur - Schaffhausen
De spoorlijn Winterthur - Shaffhausen ook wel Rheinfallbahn genoemd is een Zwitserse spoorlijn tussen de steden Winterthur en Schaffhausen.

## Geschiedenis
Tijdens het plannen van het traject langs de watervallen bij Schaffhausen fuseerde de Bodensee- und Rheinfallbahnen op 1 juli 1853 met de Schweizerischen Nordbahn en gingen verder als Schweizerischen Nordostbahn (NOB)
Het traject werd op 16 april 1857 geopend.

## Overname
De NOB werd in 1902 overgenomen door de Schweizerischen Bundesbahnen (SBB).

## Treindiensten

### S-Bahn Zürich
De treindiensten van de S-Bahn van Zürich worden uitgevoerd door de SBB, THURBO.

### S-Bahn Sankt Gallen
De treindiensten van de S-Bahn van Sankt Gallen worden uitgevoerd door de AB, SOB, THURBO.

### SBB
De Schweizerische Bundesbahnen (SBB) verzorgt het intercityverkeer van/naar Zürich / Chur. De treinen zijn in de dienstregeling aangeduid met de letters: IC.

### Cisalpino
De Cisalpino verzorgt het internationale treinverkeer tussen Schaffhausen - Zürich - Chiasso - Milaan en verder. De treinen zijn in de dienstregeling aangeduid met de letters: CIS of EC.

## Aansluitingen
In de volgende plaatsen was of is er een aansluiting van de volgende spoorwegmaatschappijen:

### Winterthur
- Zürich - Winterthur, spoorlijn tussen Zürich en Winterthur Hauptbahnhof
- Winterthur - Etzwilen, spoorlijn tussen Winterthur en Etzwilen
- Rorschach - Winterthur, spoorlijn tussen Rorschach en Winterthur
- Winterthur - Rüti, spoorlijn tussen Winterthur en Rüti (ZH)
- Winterthur - Koblenz, spoorlijn tussen Winterthur en Koblenz

### Schaffhausen
- Seelinie spoorlijn tussen Schaffhausen en Rorschach
- Hochrheinbahn spoorlijn tussen Basel Bad.Bf en Konstanz
- Schaffhausen - Bülach spoorlijn tussen Schaffhausen en Bülach

## Elektrische tractie
Het traject werd in 1943 geëlektrificeerd met een spanning van 15.000 volt 16 2/3 Hz wisselstroom.

## Afbeeldingen

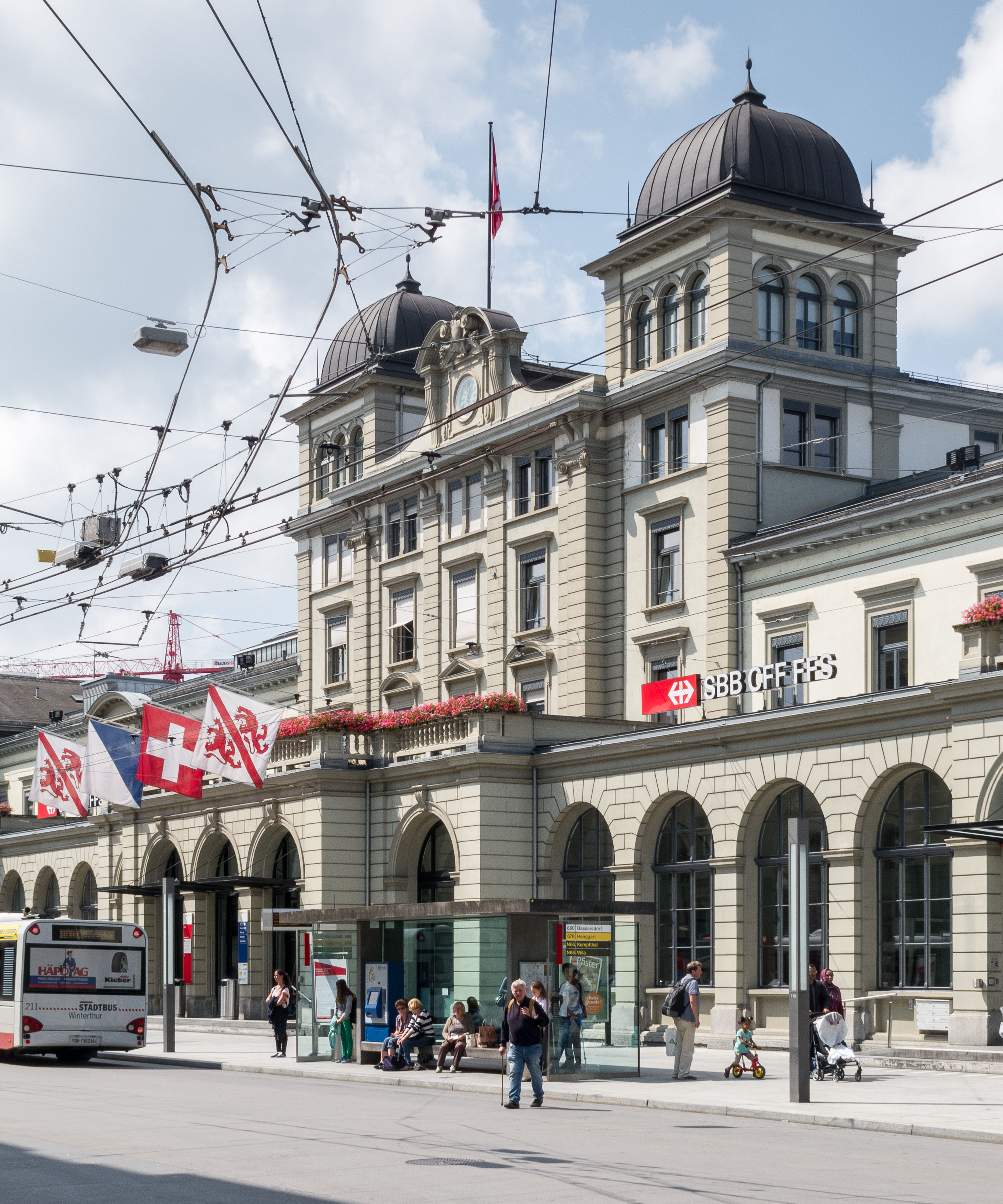
Winterthur Hauptbahnhof
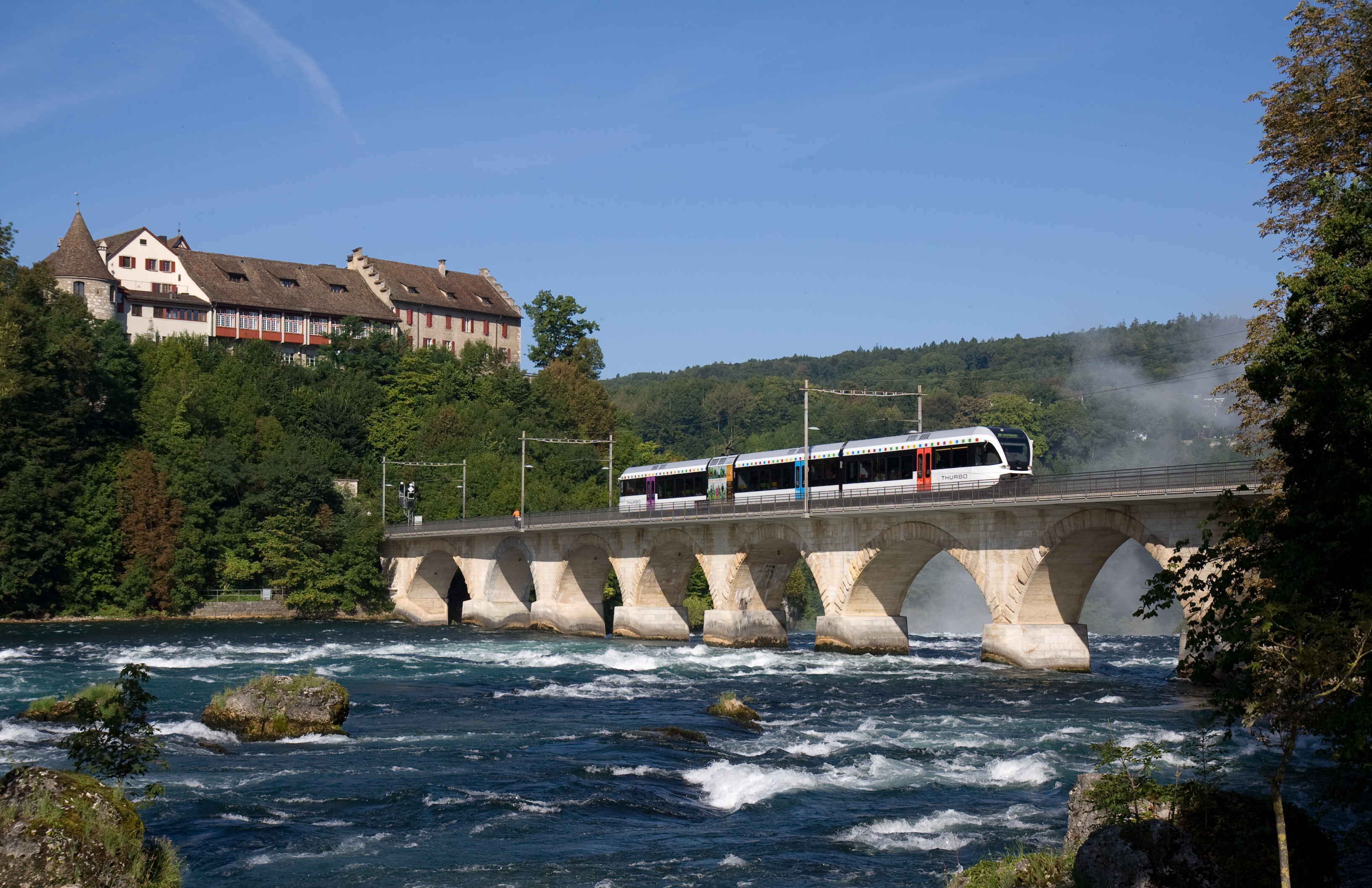
Thurbo GTW bij Rheinfall
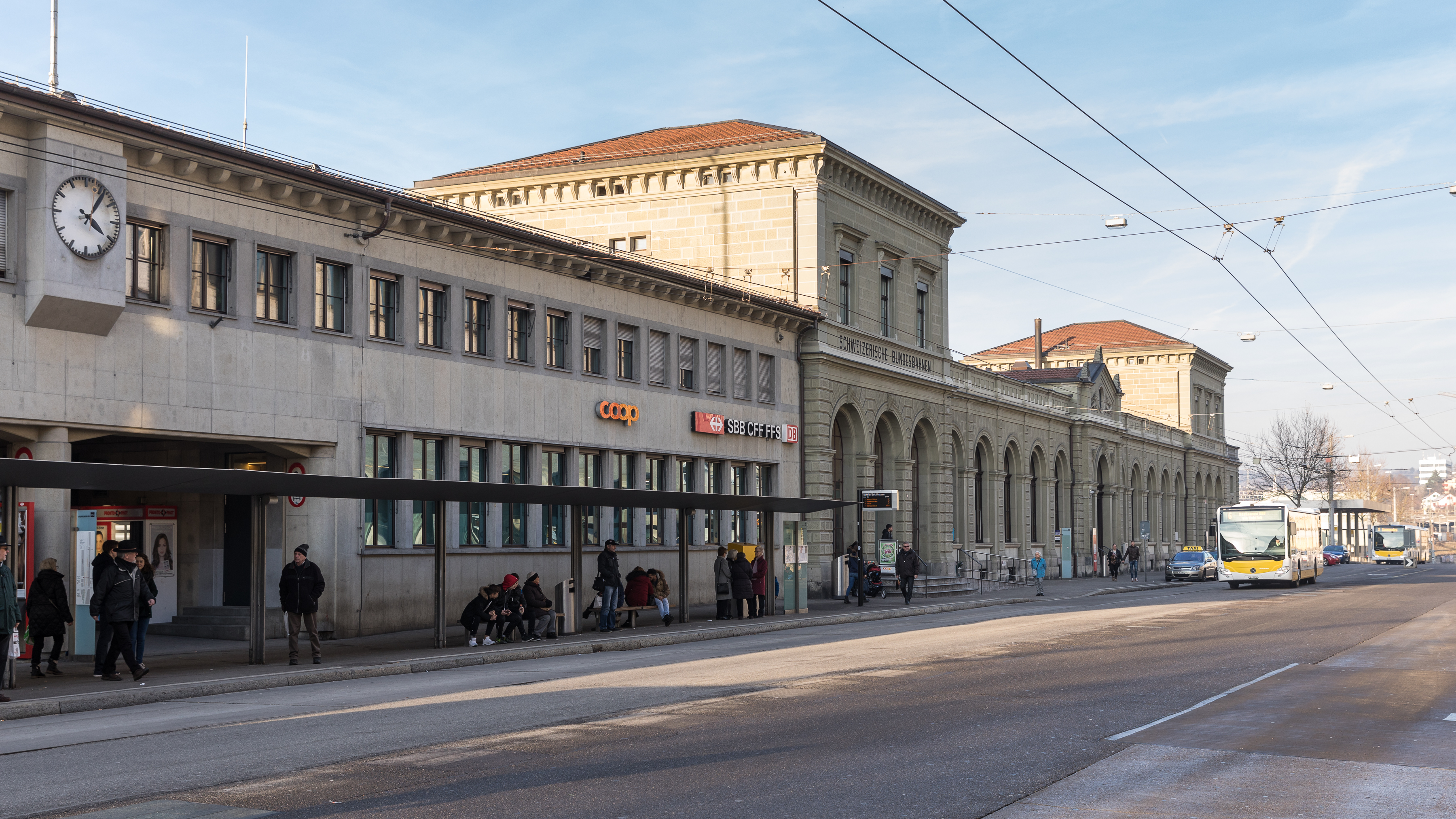
Station Schaffhausen
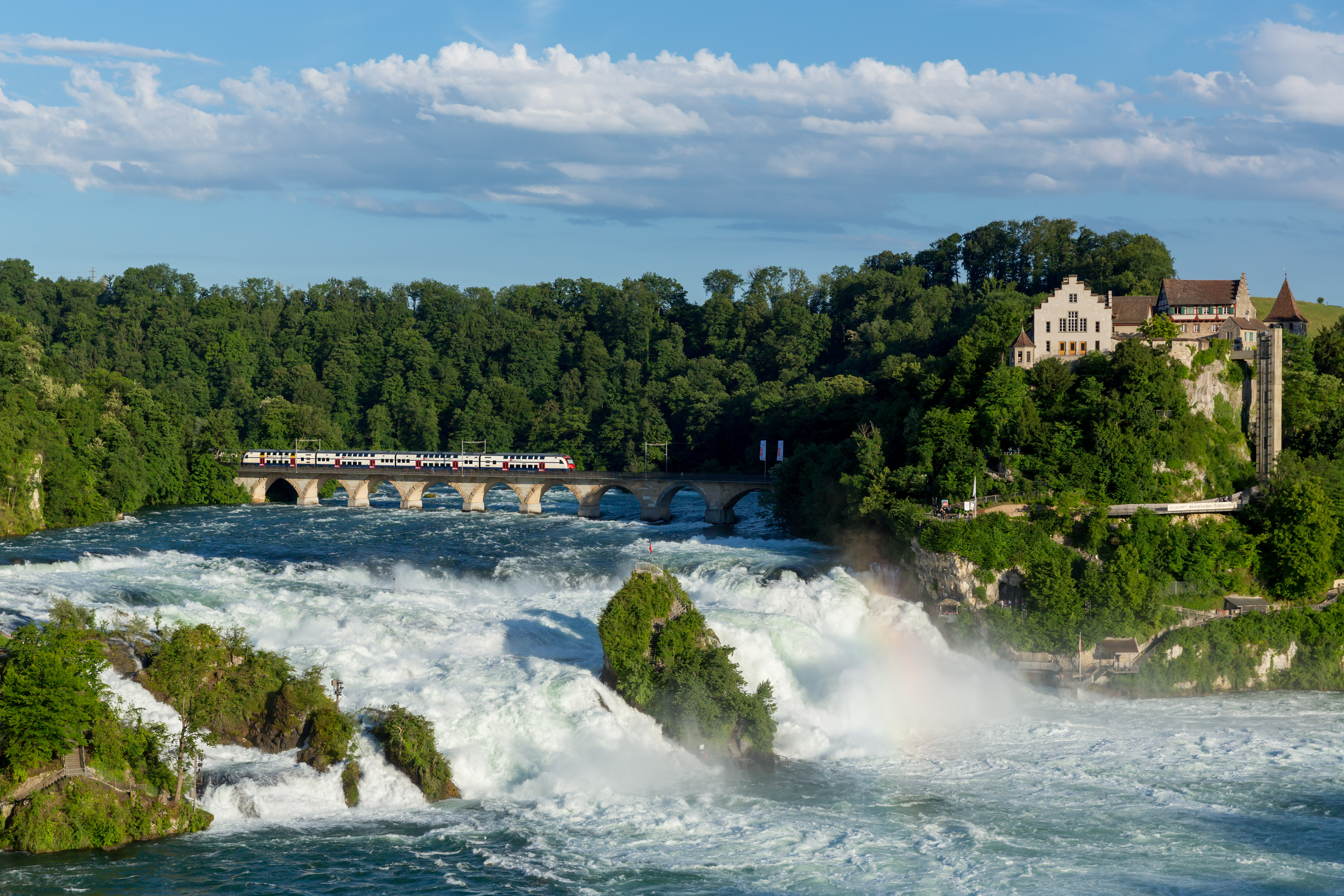
Kasteel Laufen met treinstel type RABe 514